# Leon Zuckerberg
Leon Zuckerberg (Stryj, 1 de diciembre de 1895 - Ciudad de México, 26 de junio de 1935) fue el pionero del primer teatro Yiddish en México. Su padre era propietario de un restaurant-hotel, donde solían reunirse elencos del teatro Yiddish. Fue también un cantor de plegarias en un shul.

## Biografía
De niño, Leon cantaba también en un shul y actuaba en papeles infantiles. Después de completar su educación secundaria, le fue concedió el permiso de su padre para aprender fotografía, que en ese entonces estaba considerada como una "profesión inteligente", pero debido a su carácter temperamental no aceptó el trato y regresó a estudiar contabilidad.
Durante la Primera Guerra Mundial ingresó al ejército Austriaco en donde sirvió como Oficial Contador, luego de lo cual emigró al frente Austro-Italiano. Después de la guerra se volvió una persona muy ocupada. 
Fue agente de un grupo de teatro Yiddish itinerante que hacía giras a lo largo de toda la provincia de Galicia y tenía la oportunidad de vez en cuando de actuar en pequeños papeles representando personas mayores, como padres o abuelos, peor pronto dio un giro y se convirtió en cómico por lo que fue reconocido. Más tarde actuaría en grupos estables más populares, como los de los actores Schilling, Meltzer, Hart, Prizament, entre otros. También actuaba en un cabaret en Cracovia y actuó en Rumania al lado de Sara Ettinger, Viera Kanievska y Paul Breitman.
En 1926 emigró a Argentina en donde actuó como cómico en el teatro Yiddish local y estableció un teatro Yiddish permanente en Montevideo, Uruguay, con actores de Argentina. En 1928 viajó a Texas con varios miembros de su compañía actuando en El Paso, Dallas, Houston y Galveston. De allí se trasladaron a Nueva York, y en 1929 fueron contratados por el Moshe Schorr Theatre en Baltimore. La compañía estaba integrada por Clara y Boaz Young, Morris y Rose Brown, Celia y Leon Zuckerberg, David Shoenholtz, A. Ostroff, Ida Goldstein, Julia Varadi, Alexander Amasye, etcétera. Después de actuar en Boston por un corto tiempo, el grupo se separó y Leon fue invitado a actuar como estelar con Celia Adler y Leon Blank, luego de lo cual Zuckerberg se unió a un grupo de actores del Brit Shalom Auditorium.
Más adelante actuó en Detroit bajo la dirección de Abraham Littman. Pero debido a una legislación estatal en Estados Unidos, tuvo que regresar a México con su esposa Celia Zuckerberg-Zylbercweig en donde establecieron un teatro permanente con los actores locales y con artistas invitados de la talla de Joseph Shoengold, Frances Adler, Jacob y Charlotte Goldstein, Janet Paskowitz, y Maurice Krohner, Clara Young, Betty Frank y Benjamin Blank.
G. Yud escribe sobre él:
"Zuckerberg estuvo entre los primeros en venir a construir un teatro Yiddish a México y com en todo comienzo hubo dificultades, dificultades que Zuckerberg enfrentaba con una sonrisa. Era un hombre muy talentoso que amaba su profesión. Durante su estancia, adquirió infinidad de amigos y admiradores."
A. P. escribe:
"Leon Zuckerberg fue en su vida lo que fue en el escenario (en donde encontró la verdadera esencia de su vida), empapado de su buen humor; cada una de sus apariciones en escena brindaba una sensación de alegría y buena vibra a la audiencia. He allí por qué fue tan popular en México"
En 1933 volvió a actuar con su esposa, los Brown y los Gelber en Texas, desde donde se trasladó a la Habana, Cuba, regresando nuevamente a México en donde se sitúa nuevamente en la cumbre del teatro Yiddish con los Brown, los Gelber, y las estrellas invitadas Jacob Zanger y Sylvia Fishman.
El 26 de mayo de 1935 se resfrió mientras actuaba y un mes más tarde falleció, fue enterrado en Cementerio Judío de la Ciudad de México.
En las notas luctuosas el periódico "Der Veg" publicó que, aunque su muerte ocurrió a mitad de semana, cuando la mayoría de la población judía se encuentra atendiendo sus negocios, hubo cerca de 400 personas en su funeral. Esta era la mayor señal de duelo en el México judío hasta ese momento, lo que mostraba la enorme popularidad de que gozaba y el afecto que se le tenía al fallecido.
- Datos: Q20969958